# Cyclaulacidea snyderorum
Cyclaulacidea snyderorum är en stekelart som beskrevs av Leathers 2005. Cyclaulacidea snyderorum ingår i släktet Cyclaulacidea och familjen bracksteklar. Inga underarter finns listade i Catalogue of Life.